# Santiago Dellapè
Santiago Dellapè (La Plata, 9 de mayo de 1978) es un jugador de rugby italiano de origen argentino que juega como segunda línea en el equipo francés del Racing Métro de París.

## Carrera
Aunque de ascendencia italiana, Dellapè ha nacido y ha crecido en Argentina, formándose en el San Luis de La Plata. El caso de Santiago es bastante peculiar, puesto que se inició en la práctica del rugby a los 19 años, y de manera casi fortuita, cuando ingresó en el club marista. Tras dos temporadas en Argentina decide dar el salto a la liga italiana a finales del 2000, jugando la fase final de esa temporada 2000-2001 en el L'Aquila en la Serie A italiana (debutaría el 7 de enero de 2001 en la octava jornada con derrota 12-10 ante el Parma).
En el verano de 2001 se va al Viadana, consiguiendo el primer Scudetto de su carrera en el único año que jugó en Viadana. En esa temporada recibe la primera convocatoria para la Selección Azzurra para jugar la gira de invierno, pero no puede acudir por problemas físicos. De todas formas, el debut no tardaría en llegar: sería el 2 de febrero de 2002 contra Francia en el Seis Naciones 2002.
En 2002, tras ganar el Scudetto, se va a la Benetton Treviso, consiguiendo en las dos temporadas que jugó en Treviso sendos campeonatos italianos consecutivos (2002-2003 y 2003-2004). Durante su estancia en Treviso jugó el Mundial de 2003 en Australia (los tres partidos como titular ante Tonga, Canadá y Gales) y los Seis Naciones de 2003 y 2004.
Tras conseguir tres scudetti seguidos, firmó un contrato para jugar en Francia con el Agen, equipo de mitad de tabla del Top 14 francés, y donde jugó dos temporadas antes de irse en 2006 al Biarritz.
Mientras tanto, el seleccionador italiano Pierre Berbizier lo convocó para jugar el Mundial de 2007 en Francia, después de haber sido un fijo en los dos Seis Naciones anteriores.
En el verano de 2008, Dellapè tiene la oportunidad de jugar en uno de los grandes del rugby francés, el Toulon, gracias a la baja por enfermedad (hepatitis A) del georgiano Grégory Labadze. Con el equipo de Toulon juega parte de la temporada hasta la incorporación del georgiano; entonces ficha por el Racing Métro 92, que por entonces jugaba en la segunda división francesa (Pro D2) y con los que conseguiría el ascenso al final de temporada.
Además ha sido convocado en tres ocasiones por los Barbarians, la primera el 1 de junio de 2008, pero solo jugaría un partido, el 24 de mayo de 2008 ante Bélgica.
Desde entonces ha jugado prácticamente todos los partidos con el equipo parisino, junto con los también italianos Lo Cicero, Festuccia, Masi y, esta temporada, Mirco Bergamasco.

## Palmarés
- Campeonatos italianos: 3
Viadana: 2001-2002
Benetton Treviso: 2002-2003; 2003-2004